# 朗朗書店
朗朗書店是位在嘉義市的獨立書店，約在2016年初開設，其特色是有許多可以親子共讀的書籍及繪本。在2022年時已轉型為閱讀工作室朗朗文創，仍舉辦許多推廣閱讀的活動。
朗朗書店的創辦人為廖妙卿，廖妙卿原是教授閱讀的老師，為了提昇學生閱讀能力，因此創辦書店。負責人是廖妙卿和廖麗君，兩人是在帶孩子參加共學團時所認識。朗朗書店參與了許多跨書店的活動，以及親子共讀的活動，例如每年3月份，由嘉義在地獨立書店組成的「嘉義書式生活」，另外也多次舉辦「朗朗說故事在兒童館」活動。

## 外部連結
- 台灣獨立書店文化協會
- 朗朗書店facebook
- 10家獨立書店引路，走入島上萬千世界 （页面存档备份，存于）